# هينديل (إلينوي)
هينديل (بالإنجليزية: Hinsdale)‏ هي منطقة سكنية تقع في الولايات المتحدة في شيكاغو. يقدر عدد سكانها بـ 16,816 نسمة .

## الموقع الجغرافي
الموقع الجغرافي للمناطق المحيطة بهذه النقطة هو كالتالي:

## أعلام
- روبرت ساندرسون ماكورميك
- بيرت ميتزجر
- باتو غوفيداريكا
- توني بييت
- دانييل كامبل
- ستيف نيل
- نيكول توم
- كرس كلاين
- تود مارتن
- ديزي ريد